# الطاقة في فنلندا

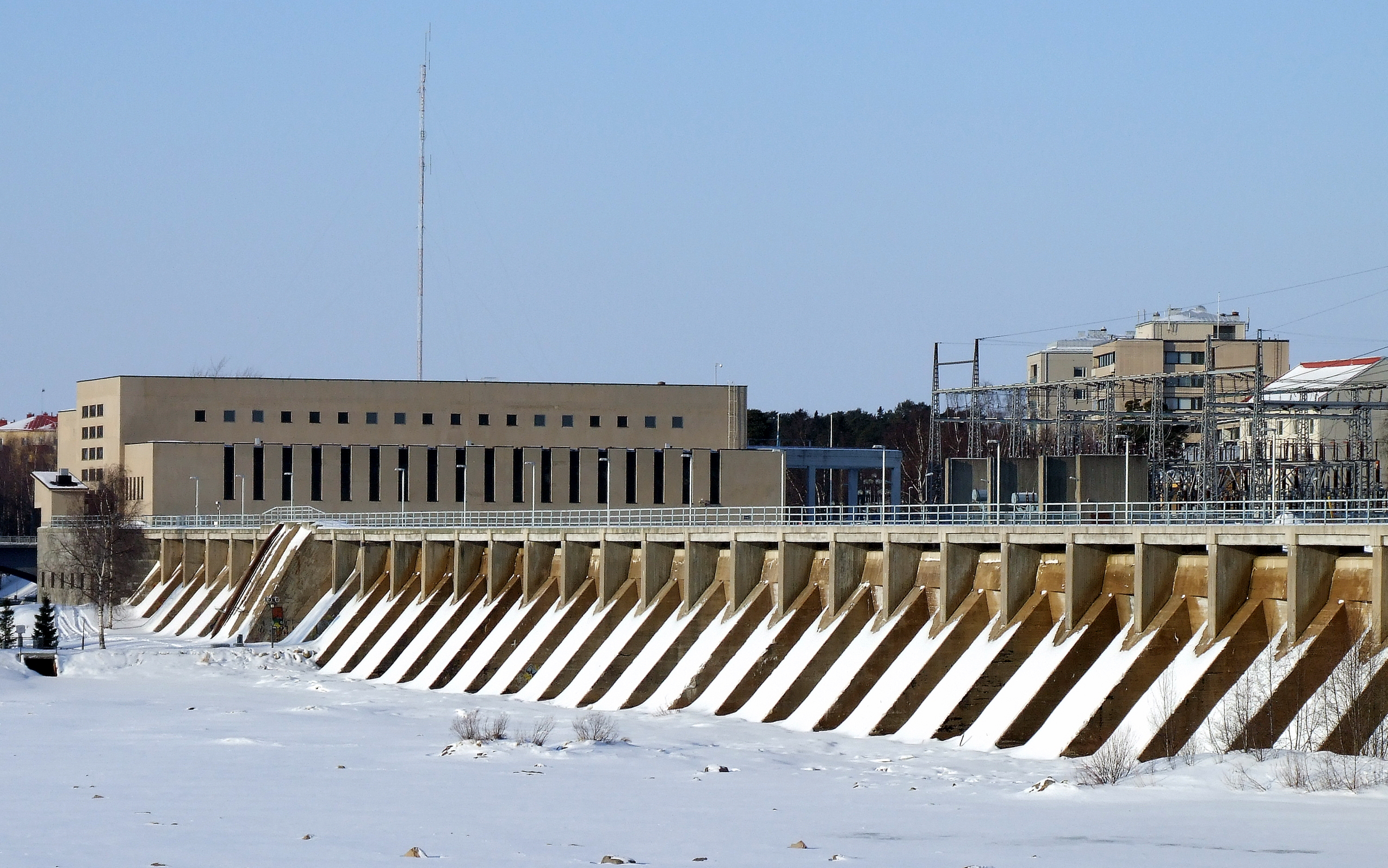

فنلندا تفتقر إلى مصادر محلية للوقود الأحفوري لذا عليها استيراد كميات كبيرة من النفط والغاز الطبيعي ومصادر الطاقة الأخرى، بما في ذلك اليورانيوم للطاقة النووية.

## نظرة عامة
| الطاقة في فنلندا                                                                                            | الطاقة في فنلندا | الطاقة في فنلندا | الطاقة في فنلندا | الطاقة في فنلندا | الطاقة في فنلندا | الطاقة في فنلندا            |
| | نصيب الفرد       | الطاقة الأولية   | الإنتاج          | الوارد           | الكهرباء         | انبعاثات ثاني أكسيد الكربون |
| | لكل مليون        | تيرا واط ساعي    | تيرا واط ساعي    | تيرا واط ساعي    | تيرا واط ساعي    | ميغا طن                     |
| --- | ---------------- | ---------------- | ---------------- | ---------------- | ---------------- | --------------------------- |
| 2004 | 5.23             | 443              | 185              | 247              | 87.7             | 68.9                        |
| 2007 | 5.29             | 424              | 185              | 232              | 90.8             | 64.4                        |
| 2008 | 5.31             | 410              | 193              | 230              | 86.9             | 56.6                        |
| التغيير 2004-2008                                                                                           | 1.5 %            | -7.4 %           | 4.2 %            | -6.7 %           | -1.0 %           | -17.9 %                     |
| ميغا طن نفط مكافئ = 11.63 تيرا واط ساعي, الطاقة الأولية تشمل هدر الطاقة التي تشكل 2/3 الطاقة الطاقة النووية |                  |                  |                  |                  |                  |                             |

لم يـُسجل أي انخفاض مستدام في انبعاث ثاني أكسيد الكربون في فنلندا خلال الفترة بين 1990-2007. وكان التغيير السنوي لانبعاثات ثاني أكسيد الكربون في فنلندا في بعض السنوات ما بين 70-20٪ بين عامي 1990-2007. زيادة الانبعاثات بلغت 18٪ في عام 1996 و20٪ في عام 2006. ارتبط استخدام طاقة الخث وانبعاثات ثاني أكسيد الكربون لكل فرد في الفترة 1990-2007.
| طن ثاني أكسيد كربون لكل فرد في فنلندا | طن ثاني أكسيد كربون لكل فرد في فنلندا | طن ثاني أكسيد كربون لكل فرد في فنلندا | طن ثاني أكسيد كربون لكل فرد في فنلندا |
|                                       | طن/فرد                                | التغيير السنوي %                      | تيرا واط ساعي خث                      |
| ------------------------------------- | ------------------------------------- | ------------------------------------- | ------------------------------------- |
| 1990                                  | 10.2                                  |                                       | 16                                    |
| 1991                                  | 11.0                                  | 108 %                                 | 16                                    |
| 1995                                  | 10.2                                  |                                       | 21                                    |
| 1996                                  | 12.0                                  | 118 %                                 | 24                                    |
| 2000                                  | 10.1                                  |                                       | 17                                    |
| 2001                                  | 10.9                                  | 108 %                                 | 24                                    |
| 2003                                  | 13.2                                  |                                       | 28                                    |
| 2004                                  | 12.8                                  |                                       | 25                                    |
| 2005                                  | 10.4                                  |                                       | 19                                    |
| 2006                                  | 12.6                                  | 121 %                                 | 26                                    |
| 2007                                  | 12.1                                  |                                       | 29                                    |